# Ygyde
Ygyde ist eine oligosynthetische Kunstsprache, die von Andrew Nowicki und Patrick Hassel-Zein mit einem Alphabet aus 32 Symbolen erfunden wurde.
Nowicki stellt hauptsächlich die Tabellen zusammen, Hassel-Zein hingegen vor allem die Grammatik. Am Wörterbuch war außerdem Muke Tever beteiligt. 

## Struktur
Die meisten Wörter in Ygyde beginnen mit einem Vokal, gefolgt von einem Konsonanten, gefolgt von einem Vokal und so weiter. Funktionsvokale sind einbuchstabige Präpositionen. Wörter werden durch die Kombination eines Präfixvokals mit zwei oder drei Morphemen gebildet.
Beispiele für zusammengesetzte Wörter in Ygyde:
- „aniga“ (korrupt) = „a“ (Adjektiv) + „ni“ (geheim) + „ga“ (Geld)
- „ofyby“ (Brot) = „o“ (Substantiv) + „fy“ (Schaum) + „by“ (Nahrung)
- „igugo“ (sprühen) = „i“ (Verb) + „gu“ (Flüssigkeit) + „go“ (Gas).

## Vokabeln
Wörter in Ygyde werden nach der Anzahl ihrer Buchstaben kategorisiert: 
- Namen von Buchstaben und wissenschaftliche Elemente haben zwei Buchstaben;
- Farben, Pronomen, allgemeine Adjektive, allgemeine Substantive, Konjunktionen und Präpositionen haben drei Buchstaben;
- Namen von Variablen enthalten vier Buchstaben;
- Eigennamen haben sechs Buchstaben,
- mit Ausnahme von Personennamen und einigen geografischen Namen, die acht Buchstaben haben.
- Alle anderen Wörter haben fünf oder sieben Buchstaben.

Präzise wissenschaftliche Begriffe (komplexe chemische Elemente oder Arten) bestehen aus zwei oder drei Wörtern.

## Grammatik

### Lehnwörter
Fremdwörter folgen einem Präfix aus drei Buchstaben. Lehnwörter aus anderen Sprachen werden durch eines der folgenden Wörter eingeleitet:
- ‚ugi‘, geografischer Name
- ‚uko‘, Personenname
- ‚uki‘, Name eines Materials, einer Substanz oder einer chemischen Verbindung
- ‚uwo‘, Verb
- ‚uwu‘, religiöser Name
- ‚uwi‘, Name einer biologischen Spezies
- ‚ufo‘, Adjektiv oder Adverb
- ‚uzo‘, astronomischer Name
- ‚uzu‘, jeder andere Eigenname
- ‚uzi‘, jedes andere Wort

### Funktionale Vokale
- ‚a‘ - zeigt an, dass das folgende Wort im Genitiv steht: a ubu jon = von John; a ijy = unser
- ‚e‘ - Beginn eines Kommentars (das Zeichen sieht aus wie eine öffnende Klammer).
- ‚i‘ - zeigt den Akkusativ an
- ‚o‘ - zeigt den Plural an: yfipy = Frau, o yfipy = Frauen
- ‚u‘ - verbindet Zusammensetzungen aus mehreren Radikalen: ofo u oweko = 5+u+Name+Blatt+Form = „Fünfeck“
- ‚y‘ - Ende eines Kommentars (das Zeichen sieht aus wie eine geschlossene Klammer).

### Geografisches Ortungssystem
Das geografische Ortungssystem soll den GPS-Koordinaten und Postleitzahlen überlegen sein, da es Buchstaben und Wörter verwendet, die leichter zu merken und auszusprechen seien als lange Zahlenreihen.
Namen von Ländern, Städten und anderen wichtigen geografischen Elementen bestehen aus drei Morphemen (sechs Buchstaben) und basieren auf ihrer geografischen Lage. Das erste Morphem steht für die Länge des Zentrums des Landes, der Stadt usw. Sie wird östlich von Greenwich gemessen und in Winkelgraden angegeben. Das zweite Morphem steht für den Breitengrad desselben Punktes. Er wird vom Südpol aus gemessen, nicht vom Äquator, und in Winkelgraden angegeben. Die Auflösung dieses Koordinatensystems liegt in der Größenordnung von 300 Kilometern. 
| Längengrad | Breitengrad | Kategorie |              |
| ---------- | ----------- | --------- | ------------ |
| ca         | jo          | ty        | cajoty       |
| 264        | 127         | Land      | USA          |
| ca         | jo          | py        | cajopy       |
| 264        | 127         | Person    | US-Bürger/in |
| ca         | jo          | ga        | cajoga       |
| 264        | 127         | Geld      | US-Dollar    |

Die meisten Städte und einige Länder sind so klein, dass sie außerhalb der durch das Koordinatensystem definierten Knoten liegen. Ihre Namen basieren auf den nächstgelegenen Knoten. So heißt beispielsweise die Schweiz bycety, das nahe gelegene Liechtenstein hingegen uby bycety.
| Zusatz | Längengrad | Breitengrad | Kategorie |               |
| ------ | ---------- | ----------- | --------- | ------------- |
|        | by         | ce          | ty        | bycety        |
|        | 8          | 268         | Land      | Schweiz       |
| uby    | bya        | ce          | ty        | ubi bycety    |
| Osten  | 8          | 268         | Land      | Liechtenstein |

Doppelte Namen (Nordkorea, Südkorea) werden durch Voranstellen eines Adjektivs (Nord, Süd, West oder Ost) vor den globalen geografischen Namen näher bezeichnet.
-be (Pflanze) = lokale Pflanzenart
-bo (Tier) = lokale Tierart
-py (Person) = Bürger/in
-de (Sprache) = Sprache
-ty (Land) = Land
-ga (Geld) = Währung
-gu (Flüssigkeit) = Ozean, See
-gi (Pumpe) = Geysir
-ka (Ventil) = Vulkan
-wa (Band) = Halbinsel
-ky (starr) Gletscher
-ju (Straße) = Autobahn
-zu (Stadt) = Stadt
-sa (Aushöhlung) = Tal
-se (Ausbuchtung) = Berg
-sy (Teil) = Provinz, Bundesstaat
-so (Gruppe) = Archipel
-we (Blatt) = Kontinent
-wy (Oberfläche) = Insel
-my (Trennung) = Meerenge
-mo (Fusion) = Golf
-ni (Pfad) = Fluss

### Chemische Elemente
Die betonten Morpheme sind fett gedruckt.
| Wort     | Bedeutung   | Nr. | mittleres Morphem |
| -------- | ----------- | --- | ----------------- |
| ybafylo  | Wasserstoff | 1   | leicht            |
| ybezelo  | Helium      | 2   | träge             |
| ybysilo  | Lithium     | 3   | elektrisch        |
| ybozalo  | Beryllium   | 4   | stark             |
| ybumalo  | Bor         | 5   | gut               |
| ybipalo  | Kohlenstoff | 6   | wild              |
| hypagolo | Stickstoff  | 7   | atmosphärisch     |
| hypekulo | Sauerstoff  | 8   | brennend          |

### Farben
Farben werden als Intensitäten ihrer roten, grünen und blauen Komponenten definiert. Die Namen der Farben sind drei Buchstaben lang. Der erste Buchstabe aller Farbnamen ist u. Der zweite Buchstabe ist ein Konsonant und der letzte Buchstabe ein Vokal.

rot uza
gelb ujo
grün ume
blau uzy

Die dominante Farbe ist die Farbkomponente (Rot, Grün oder Blau), die eine höhere Intensität als die übrigen Farbkomponenten aufweist.

weiß uba
grau ubo
schwarz ubi

### Zahlen
Ygyde verwendet ein Oktalsystem mit der Basis 8 und eigenen Zahlzeichen.
|      |      |      |      |     |      |      |      |     |
| hofe | hofy | hofo | hofu | owi | hosa | hose | hosy | oli |
| 0    | 1    | 2    | 3    | 4   | 5    | 6    | 7    | .   |

## Varianten
Es gibt drei Versionen von Ygyde: eine kurze, eine Standard- und eine lange Version, um unterschiedlichen Sprechern und Umständen gerecht zu werden.

## Alphabet
Das Ygyde-Alphabet besteht aus 32 Zeichen: 6 Vokale a e y o u i, 15 Konsonanten b p d t g k w f z s j c m n l, Punkt, 8 Ziffern, Oktalpunkt und Leerzeichen. Großbuchstaben gibt es nicht.